# Tønsberg
Tønsberg je grad blizu Osla i središte istoimene općine u norveškom okrugu Vestfold. 

## Stanovništvo
Prema podacima o broju stanovnika iz 2014. godine u općini živi 41.486 stanovnika.

## Zemljopis
Grad se nalazi u južnoj Norveškoj južno od Osla na ušću Oslofjorda.

## Gradovi prijatelji
- Covarrubias, Španjolska
- Évora, Portugal
- Ísafjörður, Island
- Joensuu, Finska
- Lamia, Grčka
- Linköping, Švedska
- Ravenna, Italija
- Speyer, Njemačka[1]

## Vanjske poveznice
- Službene stranice općine  Arhivirana inačica izvorne stranice od 21. listopada 2007. (Wayback Machine)

### Ostali projekti
|  | Zajednički poslužitelj ima još gradiva o temi Tønsberg |